# Jean-Jacques Olier
Jean-Jacques Olier (París, 20 setembre de 1608 - 2 d'abril de 1657) fou un sacerdot francès, representant de l'escola espiritual francesa i fundador de la Companyia dels Sacerdots de Sant Sulpici. Ha estat proclamat venerable per l'Església catòlica.

## Biografia

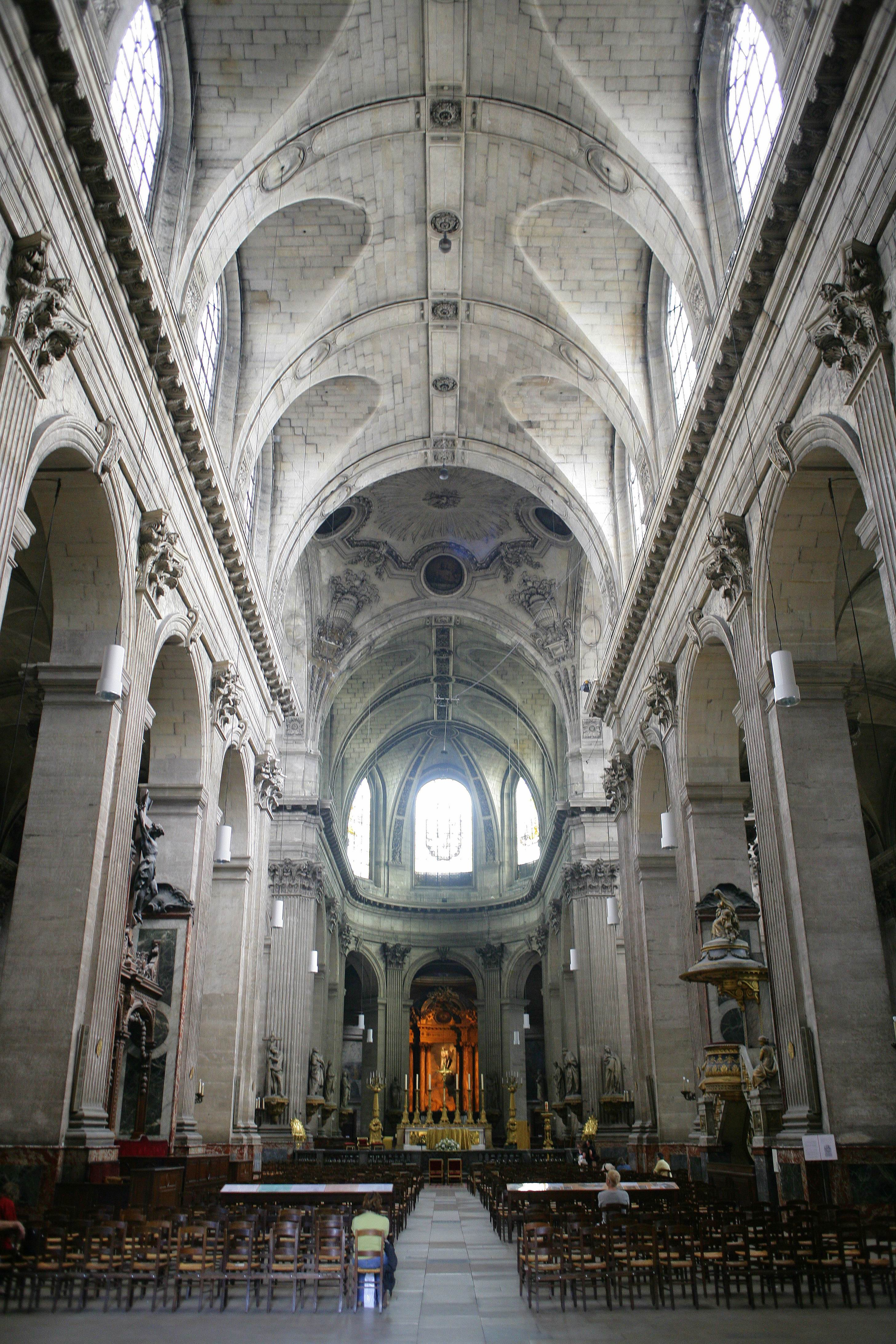
Interior de l'església de Sant Sulpici de París.

Jean-Jacques Olier de Verneuil nasqué a París el 1608 en una família noble, essent el seu pare un alt magistrat. Va estudiar teologia a la Sorbona, on madurà la vocació religiosa sota la guia espiritual del futur sant Vicenç de Paül. Per influència seva, va entrar en la congregació de l'Oratori de Jesús i Maria Immaculada de França i fou ordenat sacerdot el 21 de maig del 1633.
Després d'haver predicat durant anys missions populars entre els habitants de l'Alvèrnia, el 1641 va fundar a París, a la Rue de Vaugirard, un seminari per a la formació dels sacerdots i els joves. Quan, el 1642, Olier fou nomenat rector de l'església de Saint-Sulpice, hi instal·là la seu del seminari, on va originar-se una companyia de sacerdots, a la manera de societat de vida apostòlica, que prengué el nom de Companyia de Sant Sulpici.
El 1652 va deixar el ministeri pastoral per problemes de salut, però mantenint la direcció del seminari. Morí a París el 1657.

## Obres
Va escriure un bon nombre d'obres catequètiques i espirituals, d'inspiració ascètica i mística.
- Cartes, editades a París: E. Levesque, de Gigord, 1935
- Le catéchisme chrétien et La journée chrétienne
- Introduction à la vie et aux vertus chrétiennes
- Le traité des Saints Ordres
- L'Esprit des cérémonies de la messe
- L'âme cristal: des attributs divins en nous, Paris, Seuil, 2008
- De la création du monde à la vie divine, Paris, Seuil, 2009
- Des anges. Fragrances divines et odeurs suaves, Paris, Seuil, 2011